# 拉薩羅卡德納斯 (哈利斯科州)
拉薩羅卡德納斯是墨西哥的城鎮，由哈利斯科州負責管轄，位於該國東南部，座標位置20°26′30″N 103°58′8″W / 20.44167°N 103.96889°W，始建於1937年4月9日，海拔高度1,325米，2010年人口297。

## 外部連結
- http://mexico.pueblosamerica.com/i/lazaro-cardenas-47/ （页面存档备份，存于）
- https://web.archive.org/web/20110722225459/http://galileo.inegi.gob.mx/CubexConnector/validaDatos.do?geograficaE=140770012